# ألكسندر فيدوفيتش
ألكسندر فيدوفيتش (بالسيريلية الصربية: Александар Видовић) هو لاعب كرة قدم صربي في مركز الوسط، ولد في 12 مايو 2001 في Milići, Republika Srpska ‏ في البوسنة والهرسك. لعب مع سبارتاك سوبتيتسا.

## وصلات خارجية
- ألكسندر فيدوفيتش على موقع قاعدة بيانات كرة القدم.إي يو (الإنجليزية)
- ألكسندر فيدوفيتش على موقع Soccerway.com (الإنجليزية)
- ألكسندر فيدوفيتش على موقع عالم كرة القدم.نت (الإنجليزية)